# Вен (острів)
Вен (швед. Ven, дан. Hven) — шведський острів у Балтійському морі, розташований у протоці Ересунн, між Швецією та Данією. Належить до комуни Ландскруна, лен Сконе, популярний серед туристів. До Ландскруни ходить пором; у літній час маршрут порому подовжується для туристів, доходячи до Хельсінгборга й Копенгагена.

## Назва
Походження назви острова (XIII століття — Hwæthæn) невідомо. Імовірно, що вона може бути пов'язана із давньошведським словом «hvadha» — «піна» й означати: «той, що омивається піною».

## Географія
Площа острова — 7,5 км². Вен лежить за 4,5 км від узбережжя Сконе, між Хельсінгборгом і Ландскруною, та за 8,5 км на схід від данського острова Зеландія. Є плато, що височить на 45 м над рівнем моря та складається з моренного глею. Характерним для Вену пейзажем є пашні та відсутність лісів. Населення острова становить 359 осіб (2008), які проживають у чотирьох селах. Селяни вирощують пшеницю й виноград.

## Історія
За часів середньовіччя острів був королівським володінням. Вен відіграв значну роль в історії астрономії. 23 травня 1576 року спеціальним указом данського короля Фредеріка II острів було передано у довічне користування астроному Тихо Браге (1546–1601). Король також виділив значні кошти на будівництво й обладнання на острові обсерваторії. То була перша у Європі будівля, спеціально збудована для астрономічних спостережень. Тихо Браге назвав обсерваторію Ураніборг; згодом він збудував ще одну споруду — Стернеборг. Понад 20 років Браге проводив на острові систематичні спостереження небесних світил, на основі яких Йоганн Кеплер відкрив закони руху планет. У зв'язку з роботою Браге на честь острова названо астероїд (379) Гуенна, відкритий 1894. На честь острова Вен також названо астероїд (499) Венузія, відкритий 1902 року.
Після того як наступний данський король Кристіан IV вигнав Тихо Браге з острова (1597), Ураніборг та всі пов'язані з ним будівлі були цілком зруйновані (нині їх частково відновлено).
Після дансько-шведської війни 1657–1658 років Вен за Роскілльським миром відійшов до Швеції. Він прямо не згадувався в угоді, тому Фредерік III якийсь час продовжував вважати його таким, що належить Данії. Однак у травні 1658 року шведські війська зайняли стратегічно важливий острів, і 1660 його приналежність до Швеції була підтверджена Копенгагенським миром.
На межі XIX та XX століть острівна глина використовувалась як сировина для кількох цегляних фабрик.

## Галерея

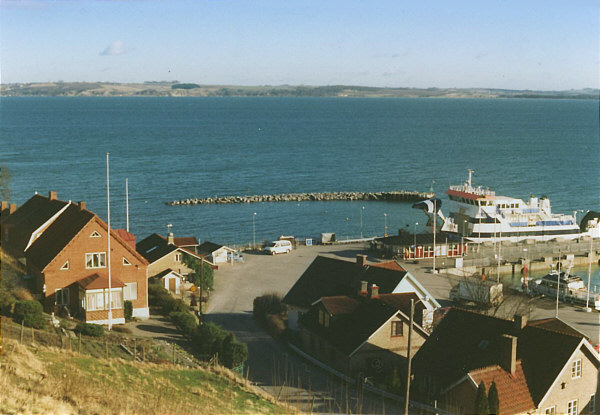
Гавань
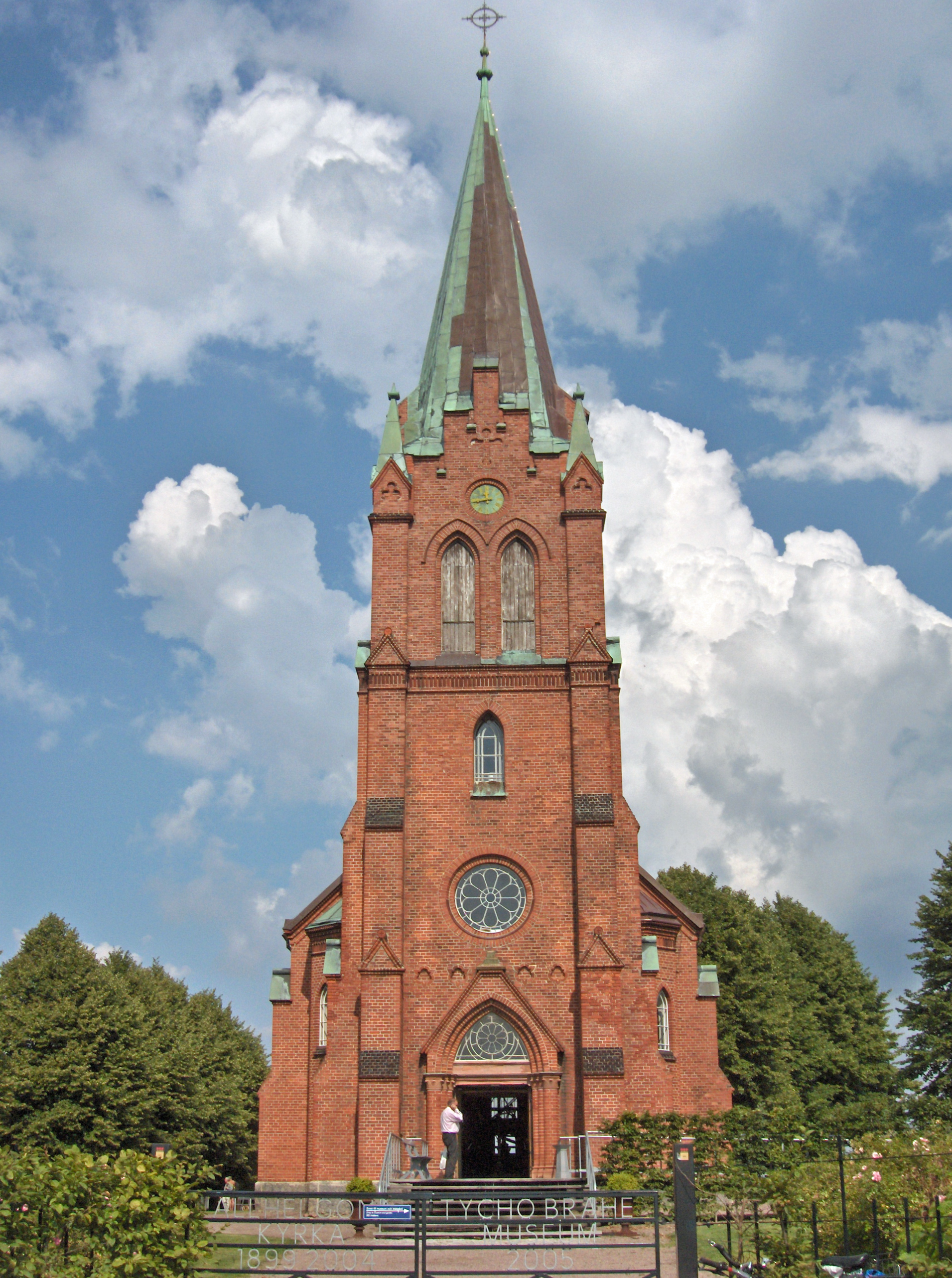
Музей Тихо Браге на острові
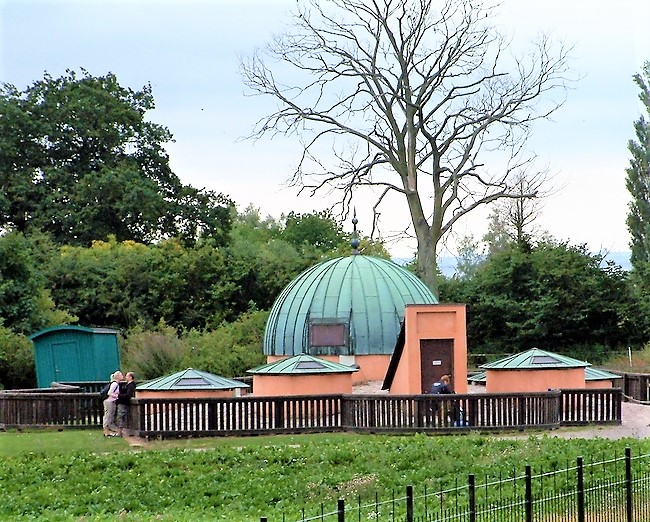
Стернеборг (сучасна реконструкція)
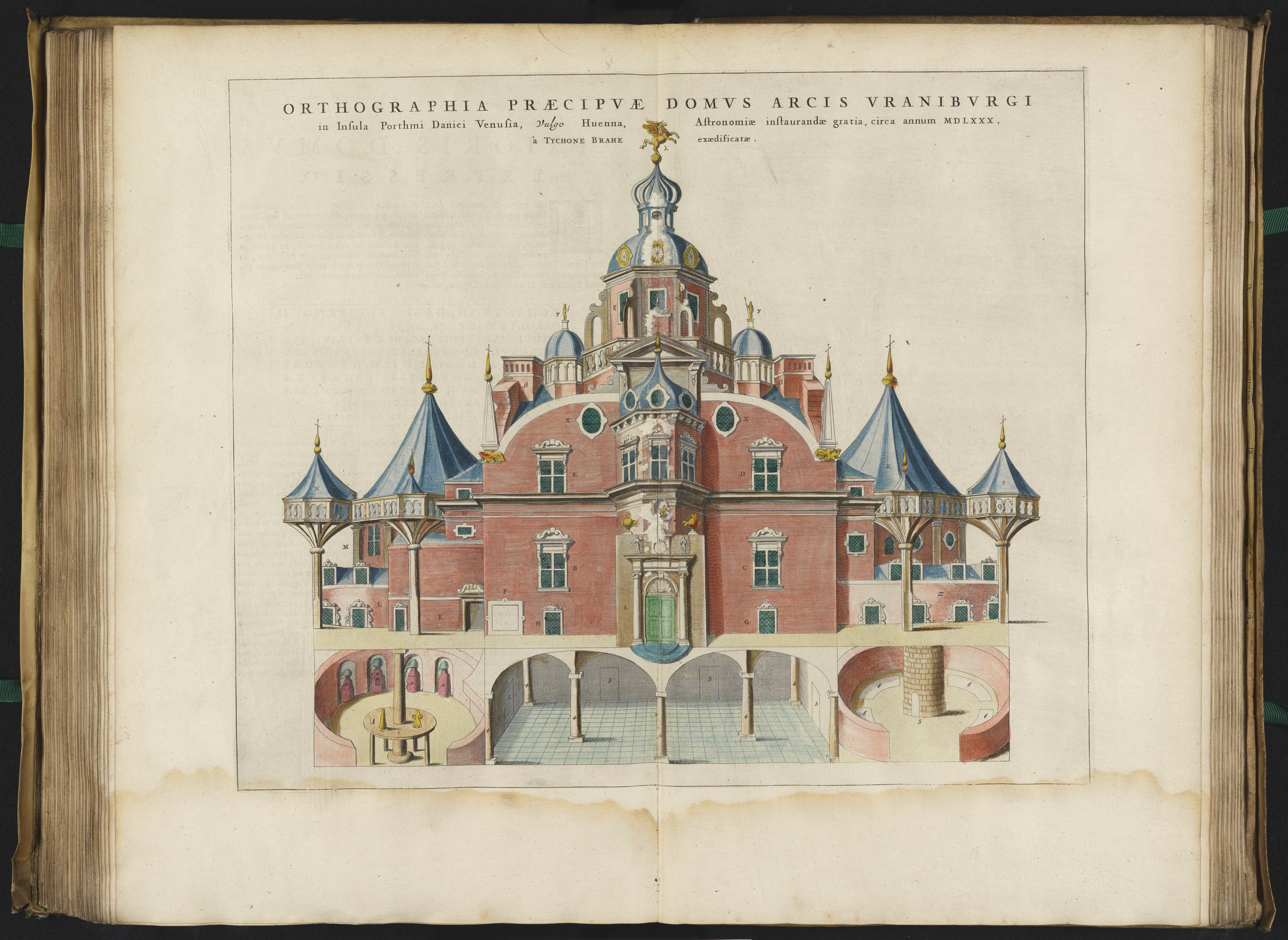
Ураніборг — храм астрономії
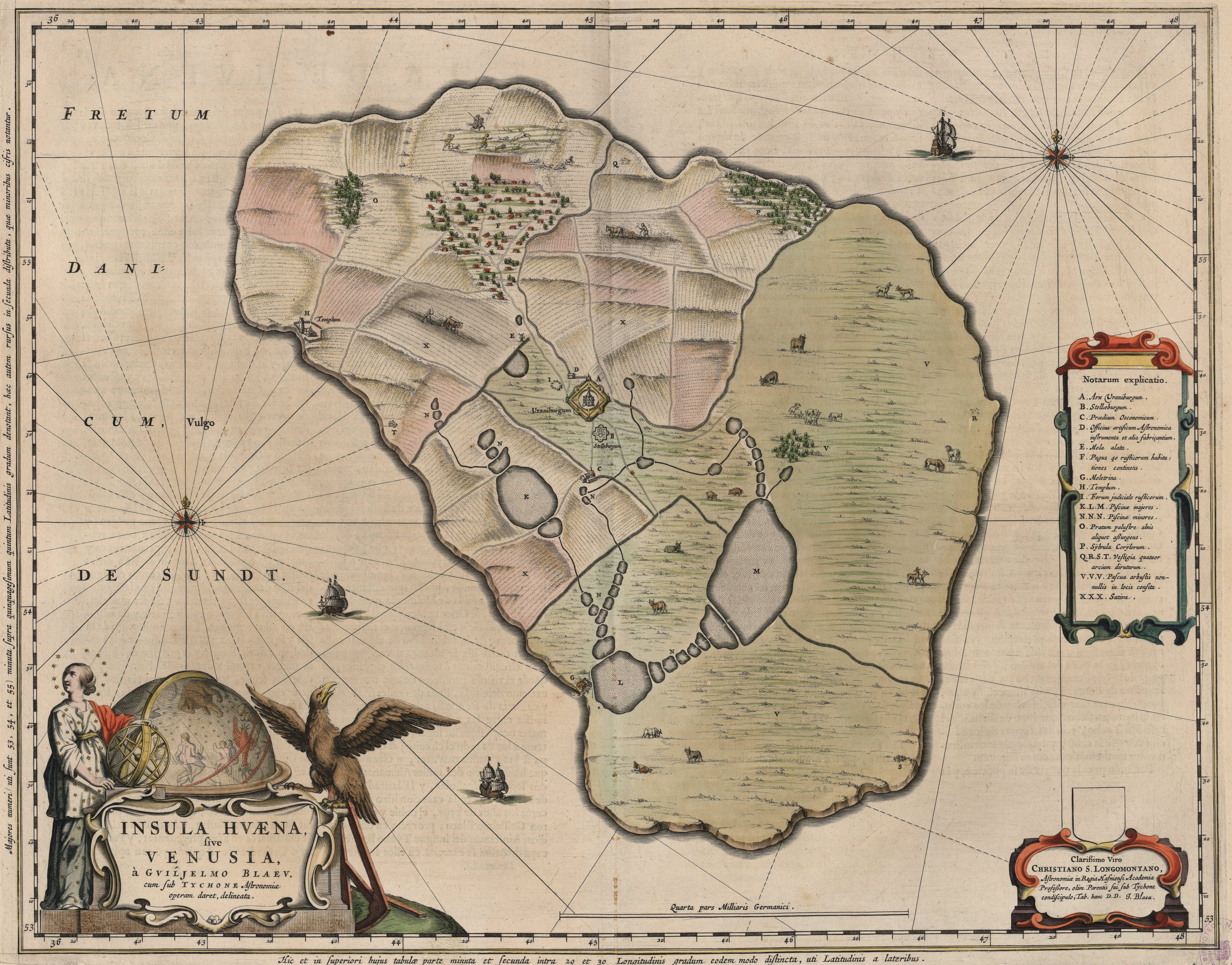
Карта острова, складена Тихо Браге
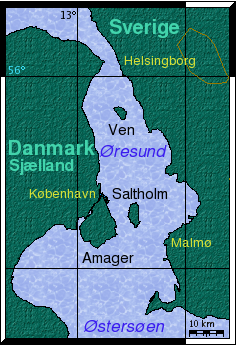
Острів Вен у протоці Ересунн